# سونوکیت
سونوکیت دستگاهی برای شنیدن ضربان قلب جنین است. این دستگاه با استفاده از پروب روی شکم مادر قرار می‌گیرد و صدای جنین را دریافت می‌کند. معمولاً از هفته ۱۲ بارداری می‌توان صدای قلب جنین را با استفاده از سونوکیت دریافت نمود.
سونوکیت‌ها بر اساس عوامل زیر دسته‌بندی می‌شوند:
نوع پروب: انواع پروب‌ها قیمت‌های مختلفی دارند. بعضی پروب‌ها پلاستیکی و بعضی فلزی هستند. نوع پلاستکی را می‌توان در خانه استفاده نمود. این دستگاه با نام داپلر جنینی نیز شناخته می‌شود. نوع فلزی در مراکز درمانی، در بخش زنان و زایمان مورد استفاده است.
نوع اتصال: سونوکیت می‌تواند بی‌سیم یا سیمی باشد، که نوع بی‌سیم آن پر استفاده تر است.